# NHL 98
NHL 98 est un jeu vidéo de hockey sur glace sorti en 1998 et fonctionne sur Mega Drive et Super Nintendo. Le jeu a été développé par Electronic Arts puis édité par EA Sports. Peter Forsberg de l'Avalanche du Colorado figure sur la couverture du jeu.

## Accueil
- GameSpot : 9,2/10 (PC)[1]